# 埃克·迪奥古
埃克楚瓦·索莫托楚瓦·迪奥古（英語：Ikechukwa Somotochukwa Diogu，1983年9月11日—），尼日利亚-美国职业篮球运动员，曾效力于NBA联盟。他在2005年的NBA选秀中第1轮第9顺位被金州勇士选中。